# Шмайда, Миро
Миро Шмайда (словац. Miro Šmajda; род. 27 ноября 1988), выступающий также под псевдонимом Макс Джейсон Мэй (Max Jason Mai) — словацкий певец, представитель Словакии на конкурсе песни Евровидение-2012.
Миро — достаточно успешный поп-рок исполнитель. Он пользуется большой популярностью в Словакии и Чехии, главным образом после участия в словацком песенном фестивале «Czechoslovak Idol» в 2009 году, на котором он занял второе место.
16 ноября 2011 года местная телерадиокомпания выбрала исполнителя для выступления от имени Словакии на конкурсе песни Евровидение 2012, который должен пройти в азербайджанском городе Баку. Ранее певец уже пытался выступить на Евровидении, участвуя во внутреннем отборе в 2011 году, однако тогда словацкая телерадиокомпания отправила на конкурс дуэт TWiiNS.
Тем не менее, некоторое время его участие находилось под вопросом из-за недостижения договорённости с певцом. Миро и его пресс-служба называли заявление словацкого вещателя «недоразумением». Как бы то ни было, 7 марта 2012 года было принято окончательное решение, по которому Миро, выступая под псевдонимом Макс Джейсон Мэй, принял участие на Евровидении. Песня «Don’t Close Your Eyes» была исполнена во втором полуфинале конкурса и заняла последнее место; в финал не прошла.

## Дискография
- Čo sa týka lásky (2010)
- mirosmajda.com (2013)
- Terrapie (2015)